# Claude Azéma
Claude-Joseph Félix Louis Azéma (* 5. Juli 1943 in Vailhauquès, Hérault; † 5. September 2021 in Montpellier) war ein französischer römisch-katholischer Geistlicher und Weihbischof in Montpellier.

## Leben
Claude Azéma studierte Philosophie und Theologie am Seminar in Montpellier und am Institut Catholique de Paris. Er empfing am 29. Juni 1969 das Sakrament der Priesterweihe. Nach seelsorgerischer Arbeit in Montpellier war er Generalvikar (1994–2002, 2002–2003) sowie Diözesanadministrator (2002).
Am 22. Mai 2003 ernannte ihn Papst Johannes Paul II. zum Titularbischof von Murcona und bestellte ihn zum Weihbischof in Montpellier. Der Erzbischof von Montpellier, Guy Thomazeau, spendete ihm am 31. August desselben Jahres die Bischofsweihe; Mitkonsekratoren waren der Erzbischof von Bordeaux, Jean-Pierre Ricard, und der Bischof von Nîmes, Robert Wattebled.
Papst Franziskus gab seinem Rücktrittsgesuch aus Altersgründen am 5. Juli 2018 statt.